# Wenceslas Pantaleon Kirwitzer
Wenceslas Pantaleon Kirwitzer (Kadaň, 1588 – Macau, 1626) foi um astrônomo e missionário jesuíta, conhecido na China como Qi Weicai (祁維材).

## Vida
Kirwitzer nasceu em Kadaň (em alemão Kaaden), Bohemia (atualmente República Tcheca) em uma família protestante descendente da localidade de Krbice (am alemão Kürbitz, Alemanha), assim seu sobrenome é derivado de "Kürbitzer". Converteu-se ao catolicismo quando ainda jovem e começou a estudar na Universidade Palacký de Olomouc (depois da Universidade Carolina em Praga e segunda mais antiga universidade em terras tchecas, estabelecida pelo bispo Vilém Prusinovský z Víckova). Atraiu a atenção de seus professores por seu talento especial para ciências naturais. Em 1606 tornou-se jesuíta noviço em Brno. Após pouco tempo foi chamado para Roma a fim de ingressar no Colégio Romano. Era membro deste colégio na época em que Galileu Galilei esteve em Roma (1611) para apresentar seu caso na questão dos sistemas heliocêntrico e ptolomaico. O Colégio Romano foi então aberto à opinião copernicana de Galileu. Depois de uma curta carreira como professor de matemática em Graz e depois em Coimbra, Portugal, Kirwitzer partiu com outros irmãos (entre eles Nicolas Trigault) para a China como missionário. O navio San Carlos ou Bom Jesus chegou a Goa, na Índia, em outubro de 1618. Apenas oito irmãos de 22 sobreviveram à jornada, dentre eles Johann Adam Schall von Bell de Colônia e Johann Schreck. Depois de algum tempo em Goa foi para a China e finalmente para Macau, onde morreu em 22 de maio de 1626 (outras fontes consideram Kyoto /então denominada Meaco/ como o local de sua morte.). Não deixou de estar interessado em astronomia, estando em contato com Johann Adam Schall von Bell, jesuíta alemão que estava preparando a reforma do calendário chinês e foi mais tarde presidente do Escritório Astronômico de Pequim. Suas observações de cometas foram publicadas em Observationes cometarum anni 1618 factæ in India Orientali a quibusdam S. J. mathematicis in Sinense regnum navigantibus em Aschafemburgo em 1620. Outras obras incluem Literae de Martyrio p. Joannis Bapt. Machadi soc. Jesu, qui anno 1617 in Japonia passus est (1622) e Annuae litterae e Sinis datae Macao 28. Nov. et 27. Oct. 1625.

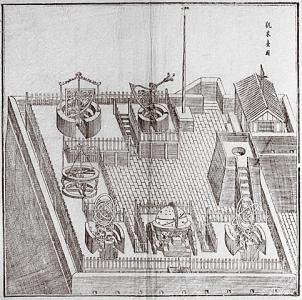
Observatório Imperial em Pequim